# 新佩斯足球俱樂部
烏伊佩斯特足球俱樂部（Újpest Football Club  ）是匈牙利的一家足球俱樂部。主場設在布達佩斯新佩斯。俱樂部的代表色是紫色和白色。烏伊佩斯特是匈牙利最為成功的俱樂部之一，獲得過20次聯賽冠軍和8次杯賽冠軍。烏伊佩斯特足球俱樂部也是烏伊佩斯特體育俱樂部的成員之一。

## 外部連結
- 新佩斯足球俱樂部的X（前Twitter） （匈牙利文）